# Hervé Morin
Hervé Morin (Pont-Audemer, Eure, 17 de agosto de 1961) é um político francês. Foi ministro da Defesa de o 18 de maio de 2007 até 14 de novembro de 2010 no governo de François Fillon.
Atualmente é presidente do Conselho Regional da Normandia desde janeiro de 2016.